# یاداخه
یاداخه (به لاتین: Jadachy) یک روستا در لهستان است که در گمینا نووا دنبا واقع شده‌است. یاداخه ۱٬۶۰۰ نفر جمعیت دارد.